# Istoria Egiptului Antic
Istoria Egiptului Antic este caracterizată de o incredibilă longevitate întinzându-se pe mai bine de trei milenii. Apogeul a fost fără îndoială atins sub conducerea faraonilor, regi și singuri intermediari între oameni și zei, garant al ordinii atât externe (invadatori), cât și interne (tulburări sociale). Istoria Egiptului Antic începe în jurul anului 3100 î.Hr.,când Faraonul Narmer a unificat Egiptul. Acesta a devenit un imperiu puternic care a dăinuit până în anul 30 î.Hr., când a fost cucerit de romani.

## Cronologie
Istoria Egiptului Antic este împărțită în mai multe perioade corespunzătoare dinastiei , faraonului.  Datarea evenimentelor în Egiptul Antic este încă subiect de cercetare, iar datele calendaristice nu sunt confirmate de nici o dată certă pentru o perioadă de aproximativ trei milenii. Mai jos este o listă corespunzătoare datelor convenționale egiptene.
- Perioada predinastică a Egiptului (înainte de 3100 î.Hr.)
- Perioada protodinastică a Egiptului (Aproximativ 3100 - 3000 î.Hr.)
- Perioada Dinastică Timpurie a Egiptului (Dinastiile I–II)
- Vechiul regat al Egiptului (Dinastiile III–VI)
- Prima Perioadă Intermediară a Egiptului (Dinastiile VII–XI)
- Regatul Mijlociu (Dinastiile XII–XIV)
- A doua perioadă intermediară a Egiptului (Dinastiile XV–XVII)
- Noul Regat al Egiptului (Dinastiile XVIII–XX)
- A treia perioadă intermediară a Egiptului (Dinastiile XXI–XXV) (cunoscută și ca perioada Libiană)
- Perioada târzie a Egiptului (Dinastiile XXVI–XXXI)

## Geografie
Nilul a fost un element vital  regiunii   de-a lungul istoriei. Lunca fertilǎ a  Nilului a oferit oamenilor posibilitatea de a dezvolta o economie agricolă stabilă și o societate complexă, centralizată, care a devenit o piatră de temelie în istoria civilizației umane. Nomazii   vânǎtori-culegǎtori s-au mutat în valea Nilului pânǎ la sfârșitul Pleistocenului Mijlociu în urmă cu 120 de mii de ani. Până la sfârșitul  paleoliticului, climatul arid din Africa de Nord a devenit tot mai cald și uscat, forțând populația din zonă să se concentreze de-a lungul regiunii.
Istoria propiu-zisă începe  prin unirea sub conducerea  unui singur rege, a celor două regate mai vechi, a celui din Deltă (Egiptul de Jos) și a celui din Valea Nilului (Egiptul de Sus). 
Apariția statului egiptean - primul stat din lume - trebuie considerată ca o necesitate  imperioasă a coordonării pe întreg spațiul al Văii Nilului, a sistemului de irigații și îndiguiri care aveau să domolească furia inundațiilor anuale ale fluviului și să le facă folositoare agriculturii. Popoarele primitive, care locuiau în regiunile aflate de o parte și de alta a Văii Nilului, în deșerturile arabice și libice dar și cele ce erau în Nubia, putea invada și jefui ținuturile bogate ale Egiptului.
Acești factori au impus în mod stringent constituirea statului egiptean (mai întâi două state, apoi unul singur). 
Amândouă regatele au avut de fapt o autonomie în tot timpul domniei faraonilor - prin particularitățile, păstrate cu grijă, ale regimului lor și prin administrațiile separate.  Legătura dintre aceste două regate autonome a fost totdeauna faraonul, care era și rege al sudului și al nordului. Dealtfel la moartea lor, faraonii din imperiul vechi aveau două morminte dintre care unul nu conținea mumia defunctului rege,deci era cenotaf - dar exista un mormânt pentru Egiptul de Sud și unul pentru   Egiptul de Nord  pentru același faraon. De câte ori se produceau răscoale, răzmerițe sau invazii străine, Egiptul avea tendința  să se despartă iarăși în cele două regate care renășteau fiecare sub alt faraon.

## Epoca predinastică(5500 î.en.- 3150 î.en.)

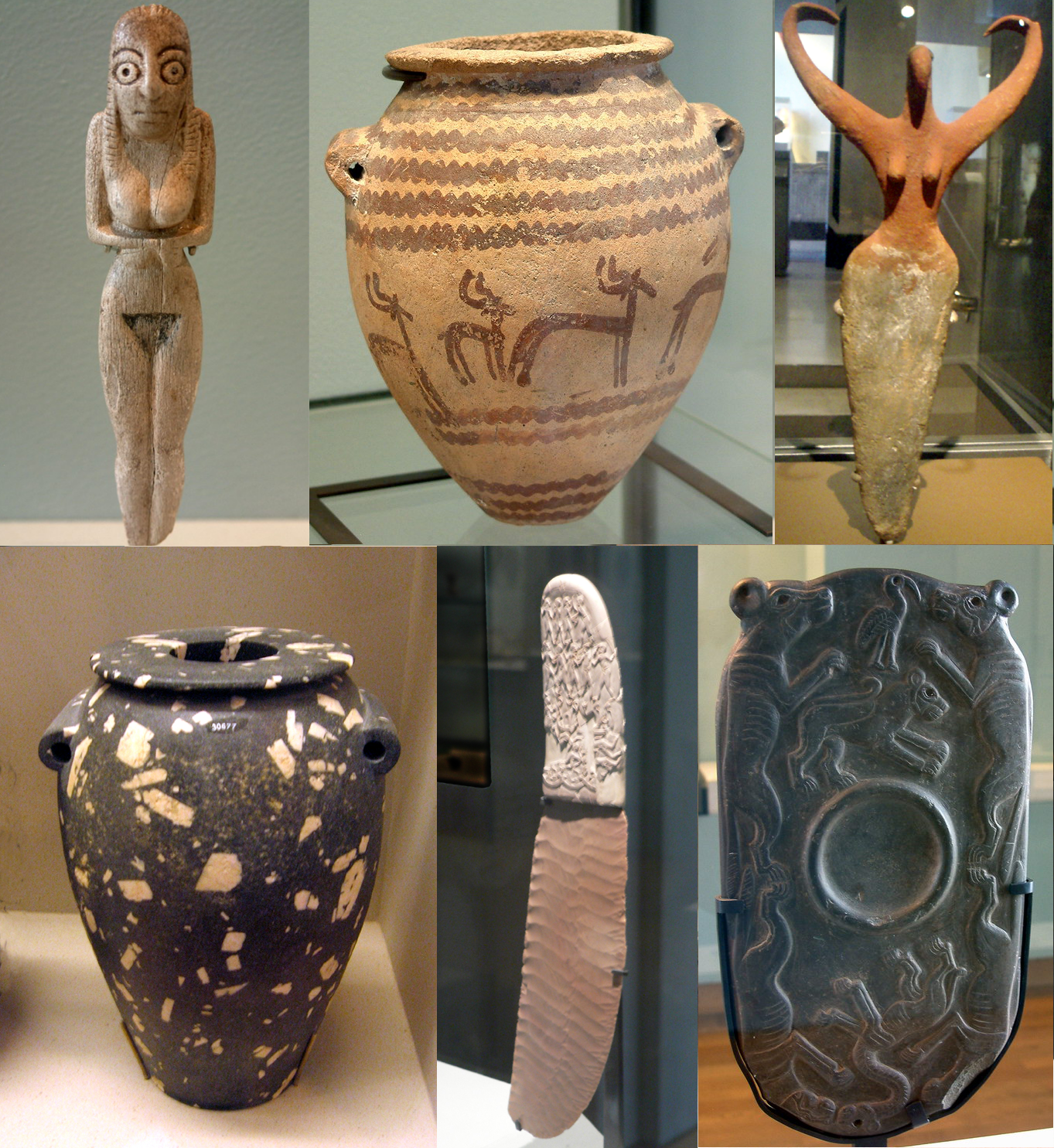
Obiecte predinastice

În epoca neolitică sursele arheologice capătă un caracter mai precis prin faptul că apare arta figurativă : omul, până acum invizibil, este reprezentat artistic tot mai des.  Apoi dezvoltarea ceramicii decorate oferă elemente mai precise a unei cronologii relative, care să poată stabili și preciza concluziile ce se pot trage din evoluția și perfecționarea ustensilelor. Pe de altă parte unele date despre situația Egiptului în epoca predinastică pot fi aflate din studiul textelor Piramidelor care se referă la  epoci cu mult anterioare primei dinastii istorice a Egiptului. 
În perioada predinastica , clima egipteanǎ a fost mult mai puțin aridǎ decât este cea de astăzi. Mari regiuni din Egipt au fost acoperite  de  savană și traversate de pășuni. Vegetația și fauna au fost  prolifice în toate împrejurimile și regiunile  Nilului pentru populațiile mari de păsări de apă ca ibișii. Vânătoarea a fost o practicǎ comună pentru egipteni, fiind  perioada în care mai multe animale au fost  domesticite. Traiul în așezările permanente în Egiptul Antic pe la mijlocul mileniului VI î.en. se baza în special pe cultura cerealelor și  creșterea animaleleor (vaci, capre, oi și porci). Obiectele din metal au luat locul celor din piatră. Tăbăcitul pieilor de animale, olăritul și țesutul erau activități normale. 
Elementele funerare din această perioadă includ vase ceramice, bijuterii, unelte, arme si alimente (carne și fructe uscate ). Morții erau îngropați cu fața spre vest.

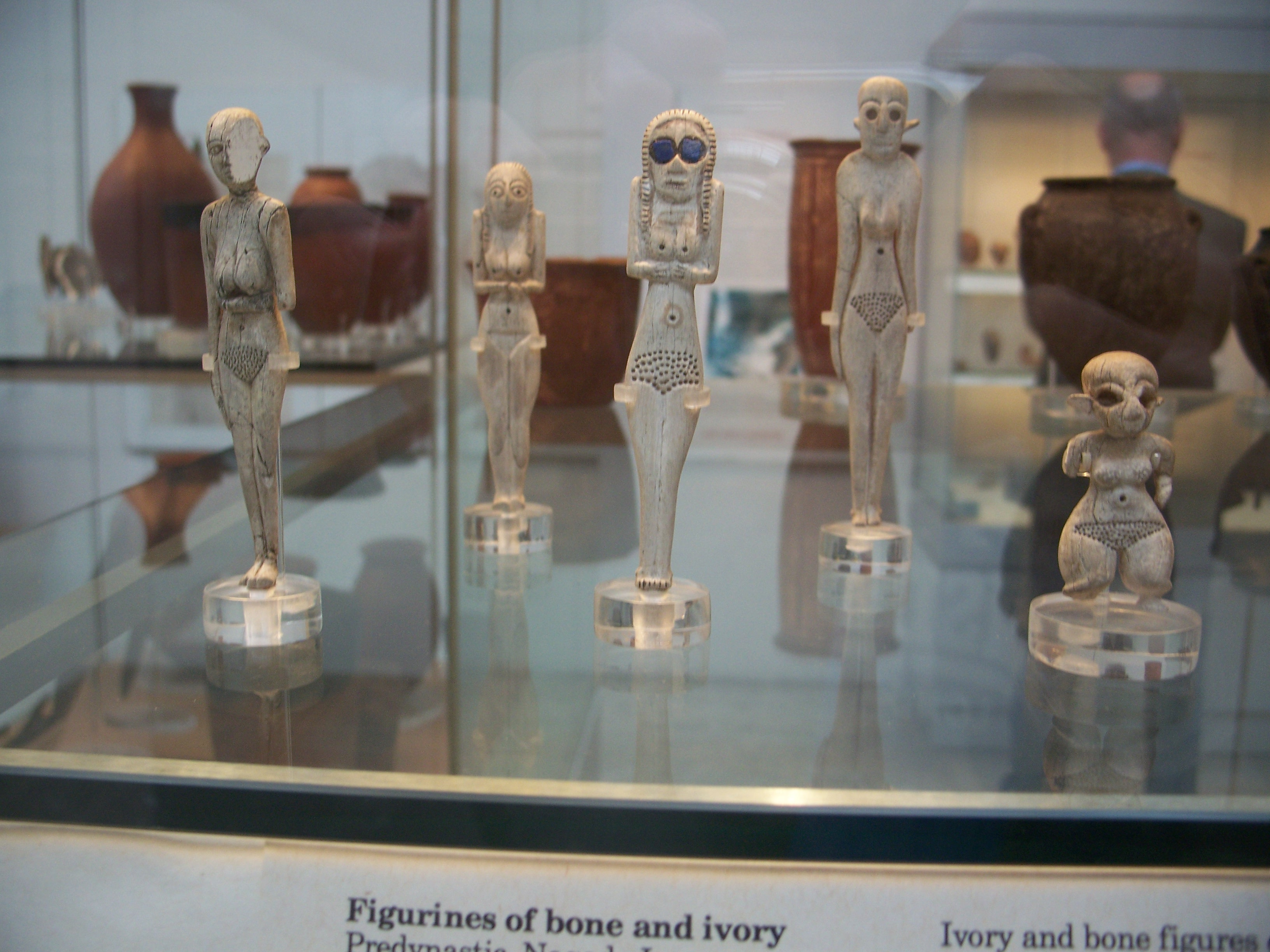
Figurine din fildes si oase

Acum aproximativ 7500 de ani , triburile mici, care trăiau în valea Nilului au dezvoltat o serie de culturi care au  demonstrat   un control ferm al agriculturii și creșterii animalelor , asupra tehnicilor de olărit și producerii obiectelor personale, cum ar fi pieptenii, brățările și colierele. Cea mai mare dintre aceste culturi timpurii a fost în Egiptul de Sus(Sud), denumită cultura   Badari care, probabil, își avea originea în Deșertul de Vest, fiind  cunoscutǎ pentru ceramica de înaltǎ calitate, uneltele de piatră și utilizarea  cuprului.

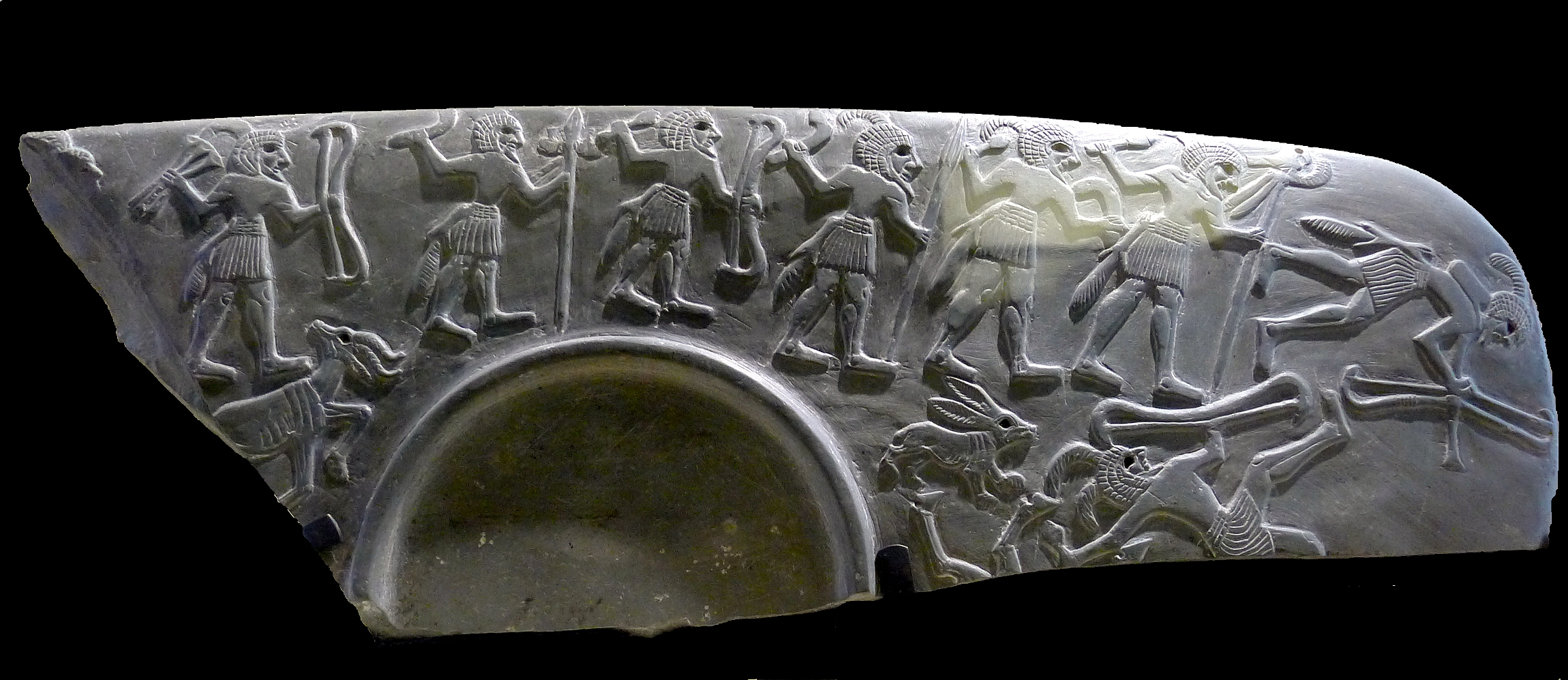
Paleta reprezentand vanatoarea

Stilul de viață al badarienilor se baza pe agricultură, pescuit și creșterea animalelor. Artefacte străine indică legǎturi cu populații îndepǎrtate (până in Siria). În această perioadă apar  mobila, vasele decorate, tacâmurile,   pieptenele și figurinele. Existența stratificării sociale este dedusă din descoperirea mormintelor membrilor înstăriții ai comunității într-o anume secțiune a cimitirelor.
Ritualurile funerare în epoca badariană nu diferă prea mult de cele de la  Merimide  și  El-Omari,  dar în cultura de la  Nagada aceste ritualuri evoluează repede. Atunci când coliba devine dreptunghiulară în locul celei ovale sau circulare, mormântul devine și el dreptunghiular și se menține astfel în toată perioada predinastică. În același timp, groapa era căptușită cu cărămidă nearsă, lucrându-se un fel de cavou care are chiar bolți  laterale,  în care se așezau alimente, apoi o scară de coborâre în cavou. Cadavrul nu era învelit în piei de animale sau în pânză,  ci așezat mai întâi într-un fel de coș lucrat din nuiele, apoi într-un adevărat sarcofag, coșciug lucrat din pământ ars în foc ca un vas de argilă, dar cel mai des într-un coșciug lucrat din scânduri. Alături de cadavru se depuneau numeroase vase de ceramică sau de piatră. Cea mai mare parte dintre defuncți erau culcați pe o parte, în poziția fetală (cu picioarele la piept), cu capul către sud, dar fața întoarsă către răsărit (ca în epoca faraonică).
Cultura Badari a fost urmată de culturile Amratian (Naqada I) și Gerzeh (Naqada II), care au adus o serie de îmbunătățiri tehnologice. Încă din perioada  Naqada I, egiptenii predinastici au  importat  obsidian din Etiopia , folosit pentru a modela lame și alte obiecte pentru cioplit. 
Cultura  Naqada  apare în jurul anului 4500 î.Hr. , constând în vase ceramice cu forme geometrice, umane și animale atât pictate cât și sculptate. Forma vaselor a devenit specializată în funcție de loc, precum moodelele de case dreptunghiulate (incluse în elementele funerale).
Există dovezi că alchimiștii egipteni au descoperit mortarul în jurul  aniilor 4000 î.Hr. prin una din cele mai vechi reacții chimice cunoscute.

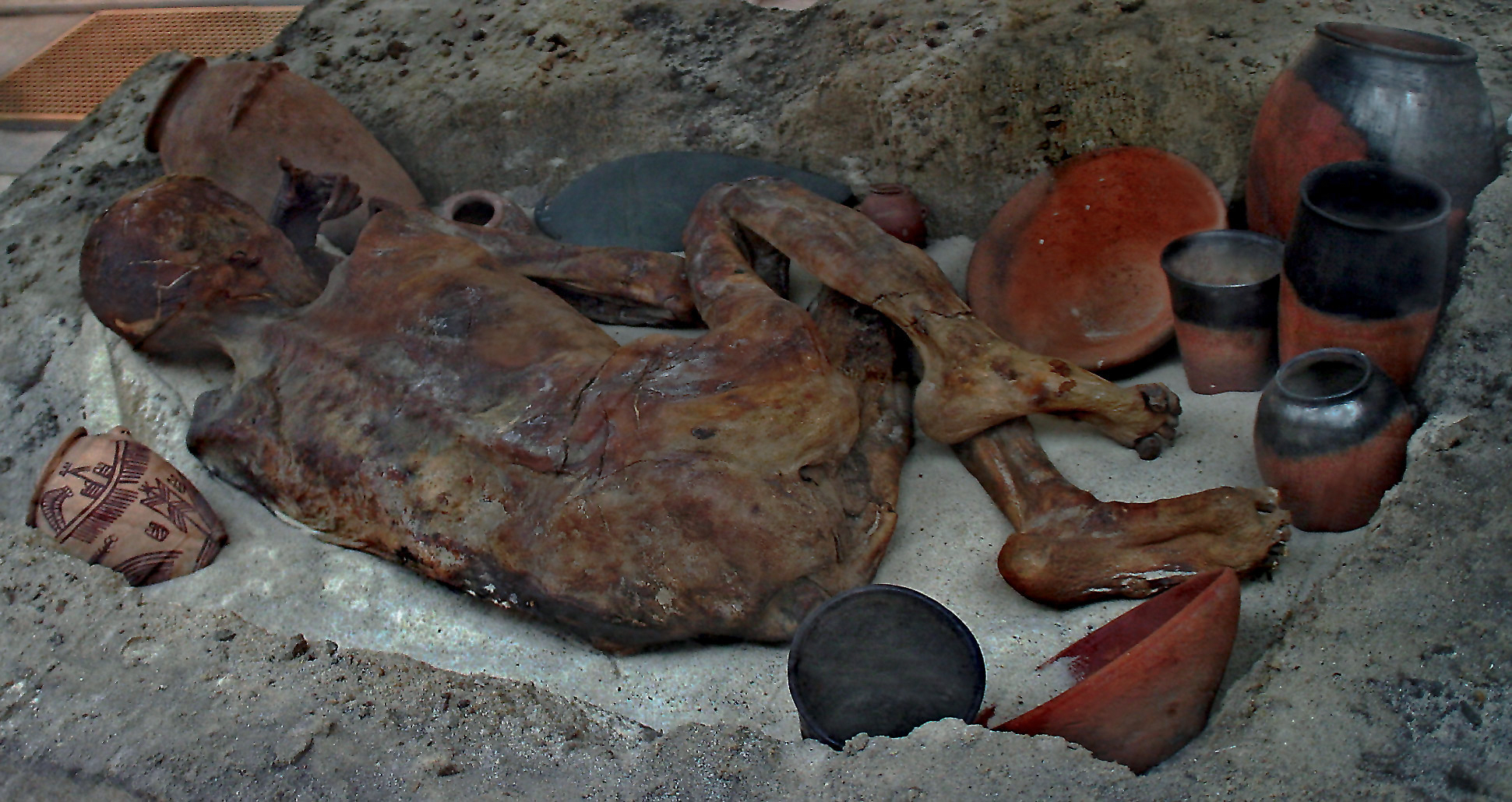
Mumie predinastica

În perioada Naqada II , există dovezi precoce de contact cu Orientul Apropiat , în special cu coasta Canaanului și Byblosului. De-a lungul unei perioade de aproximativ 1.000 de ani, în timpul culturii Naqada, s-au dezvoltat  câteva mici comunități agricole care au evoluat într-o civilizație puternică, ai cărei lideri au deținut   control complet asupra  oamenilor și resurselor din valea Nilului. Stabilirea unui centru de putere la Hierakonpolis , iar mai târziu la Abydos, liderii din timpul perioadei Naqada III au extins controlul spre nordul Egiptului de-a lungul Nilului. De asemenea, au practicat negoț cu Nubia la sud, cu  oazele din deșert de la vest, și culturile din estul Mediteranei și Orientului Apropiat la est. Mormintele regale nubiene  și artefactele de la  Qustul   poartă cele mai vechi exemple cunoscute de simboluri egiptene dinastice, cum ar fi coroana albǎ a Egiptului de Sus  și șoimul. Tot in Egiptul de Sus au domnit și primii regi egipteni, care purtau nume de animale. Aceștia au fost studiați in detaliu de către Gunter Dreyer, Jan Assmann și Ludwig David Morenz.
Cultura Naqada a produs  o serie  variată de bunuri materiale, reflectând creșterea puterii și bogăției elitei, precum și producerii de   produse de uz personal, care au inclus piepteni, statui mici, ceramică pictată  de înaltă calitate, vase de piatrǎ decorative, palete cosmetice  și bijuterii din aur, din lapis lazuli și din fildeș. Ei au dezvoltat, de asemenea  faianța , care a fost folositǎ și în perioada romană, pentru a decora cǎni, amulete și figurine. În ultima fază predinasticǎ, cultura Naqada  a  început să utilizeze simboluri scrise, care în cele din urmă au evoluat într-un sistem complet de hieroglife pentru a scrie limba Egiptului antic.

## Perioada Dinastică Timpurie/ Epoca thinită

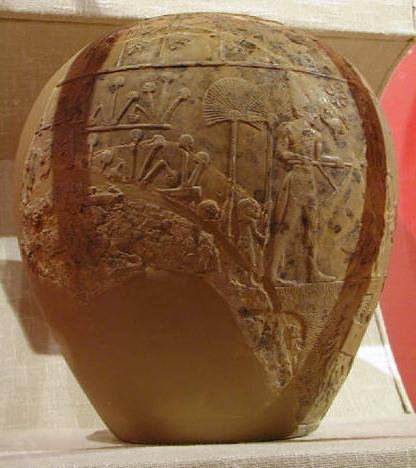
Capatul de sceptru ce il prezinta pe legendarul rege Scorpion

Această epocă este numită și  thinită după numele orașului  Thinis , din apropiere de Abydos unde s-au găsit, la sfârșitul veacului al XIX-lea, numeroase obiecte marcate cu cartușul regilor din aceste dinastii. Epoca thinită cuprinde primele două dinastii ale Egiptului (din lista dinastiilor ce ne-a fost lăsată de Manethon, un preot egiptean care a trăit în secolul al III-lea înaintea erei noastre).
Dupǎ anul 3600 î.en., societatea și cultura neolitică egipteană de-a lungul fluviului Nil s-a bazat pe agricultură și creșterea animalelor .  
Societatea egipteană a început să se dezvolte  și să avanseze rapid spre stadiul de  civilizație rafinatǎ. 
Un nou tip distinct de ceramică care a fost înrudită cu ceramica din sudul Levantului, apare în aceastǎ perioadǎ. Folosirea pe scară largă a cuprului a devenit comună în acest timp.  Procesul uscării   cărămizilor  la soare preluatǎ de la sumerieni  , inclusiv utilizarea arcului și pereților încastrați pentru elemente decorative  au devenit populare.  
Concomitent cu producerea acestor bunuri culturale, un proces de unificare a societăților și orașelor  din Egiptul de Sus  a avut loc. Societățile din Delta Nilului, sau Egiptul de Jos au suferit, de asemenea, un proces de unificare. Conflicte dintre Egiptul de Sus și de Jos au avut loc de multe ori .
Practicile funerare ale țăranilor au  fost similare cu cele din timpurile predinastice, pe când riturile funerare ale nobililor au devenit tot mai luxoase. Astfel, egiptenii au început să construiască  mastabale.
Centralizarea culturii cerealelor a  contribuit la succesul civilizației egiptene pentru următorii 800 ani.
Egiptul a devenit unitar și  ca un domeniu cultural și economic cu mult înainte ca  primul rege să se urce pe tron în orașul   Memphis din Egiptul de Jos. Procesul de unificare a durat multe secole. Unificarea politică s-a desfǎșurat treptat, probabil, pe o perioadă de un secol,  astfel încât districtele locale au stabilit rețele de comercializare  pentru a  organiza  agricultura pe o scară mai largă , regalitatea divină a  luat amploare spirituală, iar cultul zeilor ca Horus, Set și Neith a luat naștere.
În această perioadă,  sistemul de scriere egiptean era dezvoltat în continuare. Scrisul inițial egiptean a fost compus în principal din câteva simboluri ce denotă cantități de diverse produse. Până la sfârșitul celei de-a treia dinastii, acesta a fost extins pentru a include mai mult de 200 de simboluri, cât fonograme  și ideograme.
Sacrificiul uman a fost practicat ca parte a ritualurilor funerare dedicate tuturor faraonilor din prima dinastie. Este clar demonstrat prin existența osemintelor umane îngropate lângă mormântul fiecărui  faraon  precum și osemintele animalelor sacrificate pentru înmormântare. Mormântul lui Djer este asociat cu morminte a 338 persoane. Oamenii și animalele sacrificate(precum măgarii), , erau așteptați pentru a-l servi  pe faraon în viața de apoi. Din motive necunoscute, această practică s-a încheiat la sfârșitul primei dinastii, când figurinele shabtii au luat   locul   persoanelor reale pentru a-l servi pe  faraon   în viața de apoi.
Nu se știe cu exactitate numele primului faraon. În textele de la Paleromo, Turin și listele faraonilor scrise de Manetho, sunt diferite versiuni de nume a opt faraoni legendari care au condus Egiptul la început: Ptah  -zeul meșteșugului și al creației, Ra -Soarele,  (Shu)-aerul, Geb-pǎmântul, Osiris-viața de apoi, Set-Haosul, Horus-rǎzboiul, Thot-cunoașterea și Maàt-ordinea. Manetho considerǎ cǎ Memphis a fost condus de 30 de regi timp de 1790 de ani, iar Thinis a fost condusă de 10 regi timp de 350 de ani.
Pe Piatra de la Palermo sunt înșirate numele  a câtorva faraoni care au condus Egiptul de Jos denumit și "Pǎmântul Negru", ca: Hsekiu, Khayu, Tiu, Thesh, Neheb, Wazner, Mekh și   Dju Nebwy; precum și numele faraonilor care au condus Egiptul de Jos-denumit și "Pǎmântul Roșu" ca: Scorpion I, Iry-Hor, Ka ,Scorpion al II-lea și Narmer.

### Dinastia I(3150-2890 î.en.)

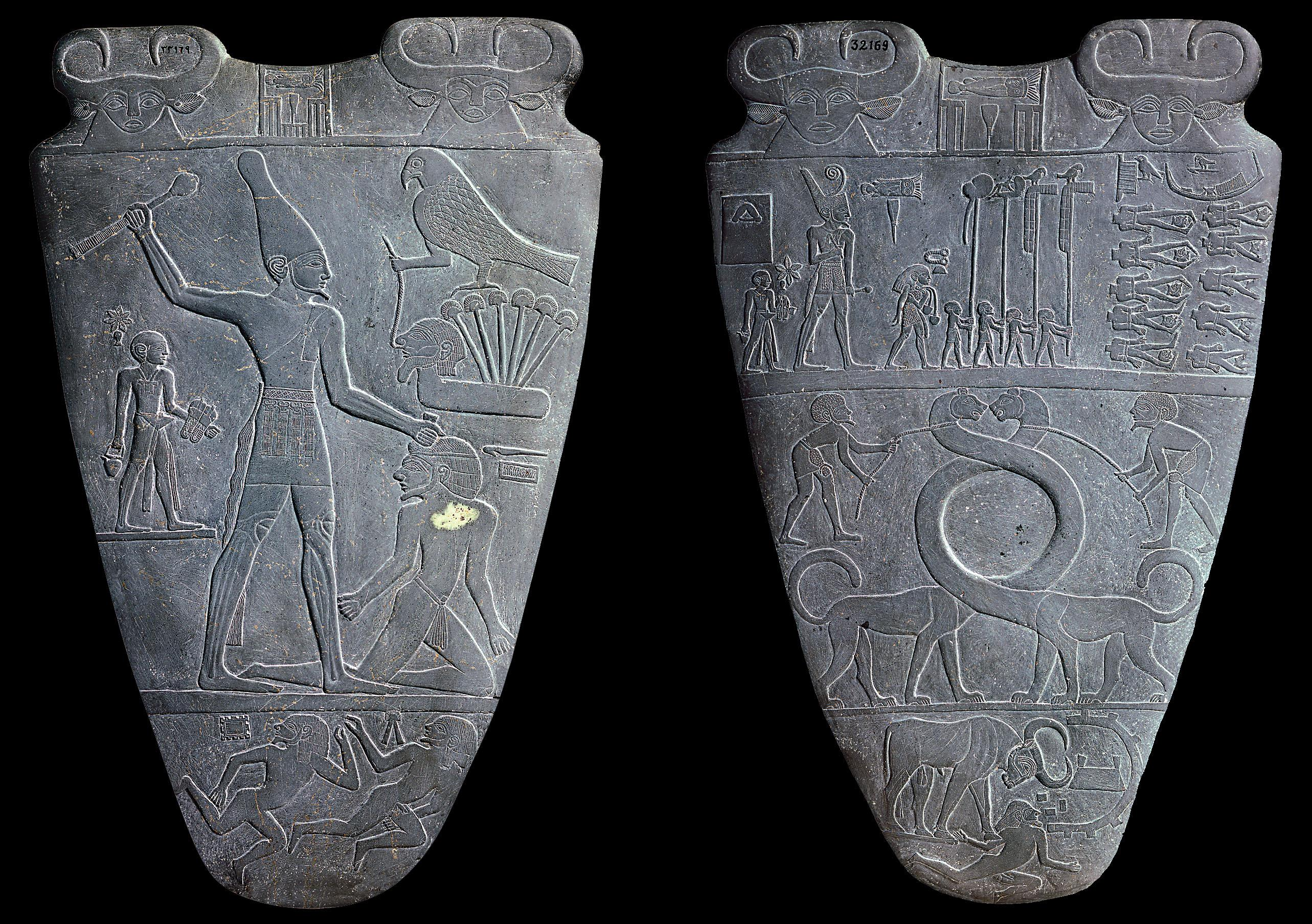
Paleta lui Narmer

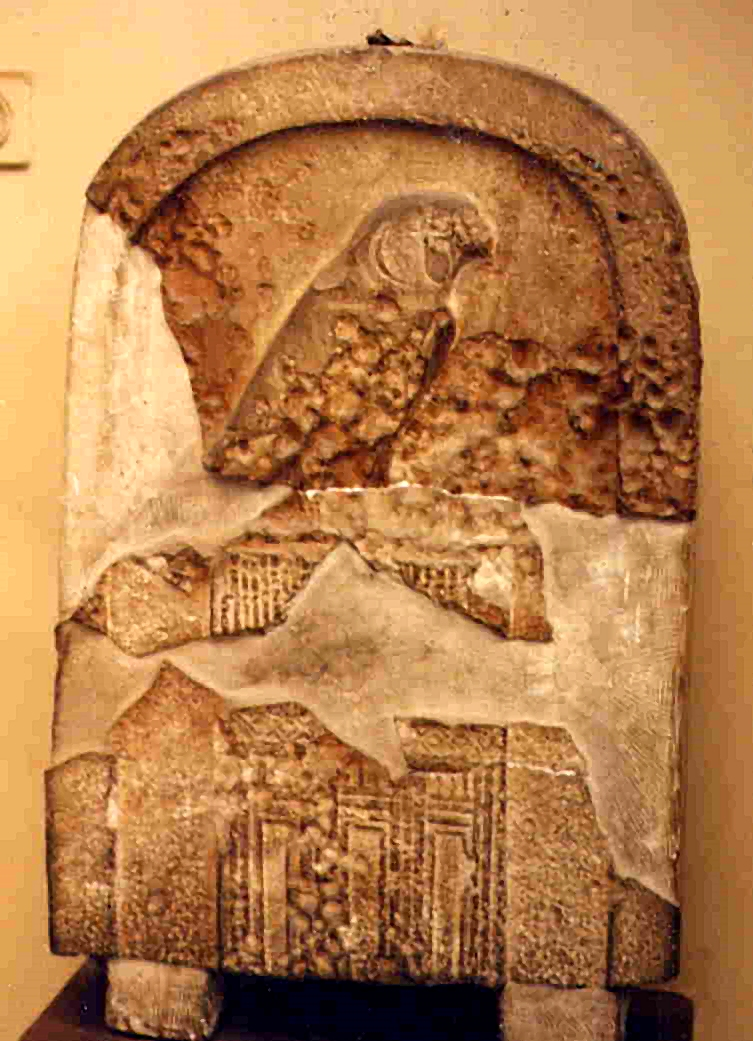
Stela lui Djer

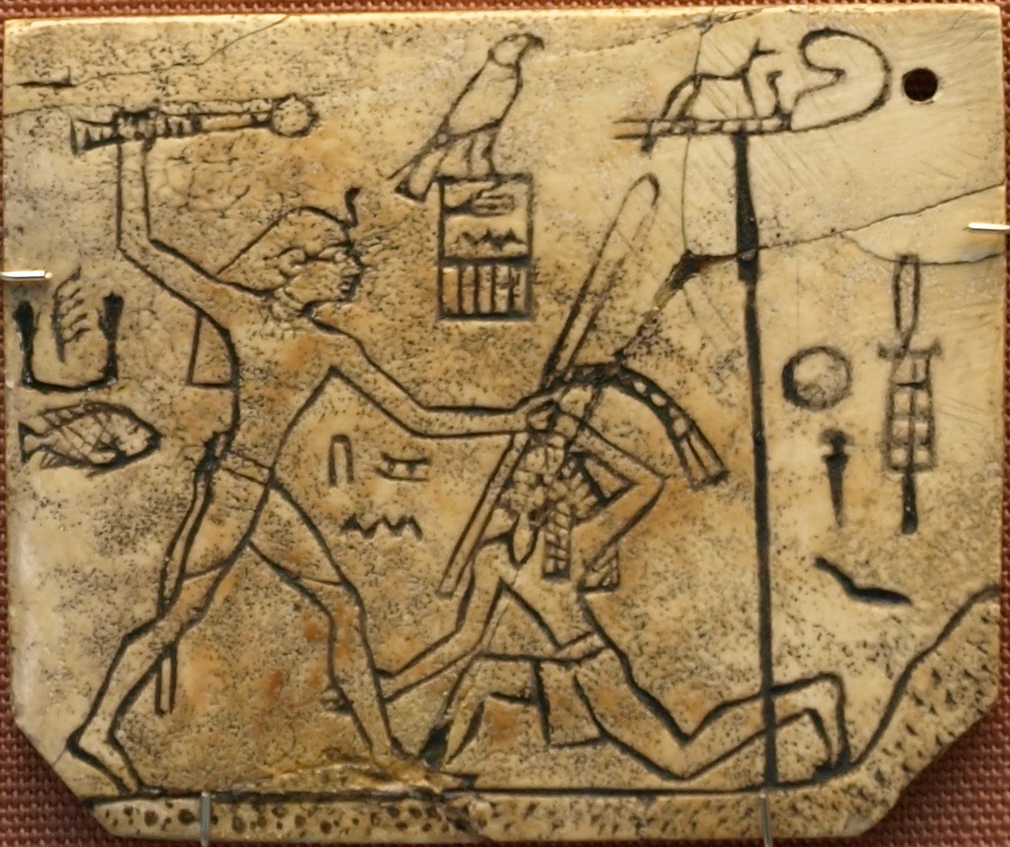
Paleta infatisandu-l pe faraonul Den cum il ucide pe un inamic asiatic

Istoricii considerǎ cǎ   Narmer e cel care  a realizat unificarea  prin intermediul unor lupte împotriva populației Egiptului de Jos în anii 3150 î.en.  Pe o paletǎ de fildeș  de la Hierakonpolis apare Narmer zdrobind captivii libieni. Pe paletǎ, însoțit de "purtǎtorul sandalelor", Narmer poartǎ o  coroana dublǎ, compusǎ din coroana roșie în forma florii   de lotus a  Egiptului de Sus și coroana albǎ în formǎ de Cyperus papyrus a Egiptului de Jos - un semn al statului unificat.Capătul de sceptru poartă o serie de scene a căror interpretare a captat atenția mai multor generații de savanți. Inițial s-a considerat că scenele piesei comemorau nunta lui Narmer cu o prințesă a Egiptului de Jos, însă trebuie precizat faptul că până în prezent nu există alte dovezi care să susțină o eventuală unificare a Egiptului printr-o „căsătorie dinastică“. Aceea figurină de pe obiect se poate considera o zeitate, iar obiectul co-memora o ceremonie religioasă dintr-un district al orașului Buto din nord-vestul Deltei cu ocazia unificării țării.
În mitologie, unificarea Egiptului este descrisǎ cǎ zeul-șoim, Horus, ca rege al   Egiptului de Jos,  a supus Egiptul de Sus, proclamându-se regele suprem. 
Regalitatea divină, care va persista în Egipt, pentru următoarele trei milenii, a fost ferm stabilitǎ ca bază a administrației Egiptului.
Tradiția expusă de Manethon și de Herodot afirmă că regele Menes care este acum identificat cu Narmer, a unificat țara și a întemeiat orașul  Memphis  , care este de fapt la limita naturală dintre Egiptul de Sus și  Egiptul de Jos. 

Narmer   apare pentru prima dată pe listele faraonilor Den și Qa'a , atestând faptul că Narmer a fost recunoscut de către primii faraoni ai dinastiei ca o figură importantă, ca un faraon fondator.  Narmer  a fost faraonul cu cele mai vechi asocieri la simbolurile puterii asupra celor două țări . Prin urmare, consensul actual este că "Menes" și "Narmer" se referă la aceeași persoană.Teorii alternative susțin că Narmer a fost faraonul  final  al perioadei Protodinastice  și cǎ Hor-Aha ar putea fi  identificat cu "Menes ".
Urmașul lui Narmer, Hor-Aha, considerat ca fiind primul faraon al dinastiei I, i se atribuie  formarea primelor colonii egiptene de pe coasta libanezǎ de unde erau importate conifere, uleiuri și rǎșini.Fiind asociat cu regele legendal Menes, este considerat și ca întemeietor al Memphisului.
În timpul domniei faraonilor   Djer și  Djet, are loc o continuă dezvoltare a meșteșugurilor și se mențin relații comerciale cu Siria și Palestina.O inovație importantă în timpul domniei lui Den a fost introducerea de numerotare cu hieroglife . A trimis trupe la Sinai și Desertul de Est de multe ori. Egiptul era jefuit frecvent de nomazi , cunoscuți  de către egipteni ca  Iuntju ("popoarele cu arcuri de vânătoare"). Monumentele din vremea faraonului Den menționează sărbători religioase și ceremonii ; în timpul lui se pare că s-a celebrat sărbătoarea  sed a reînițineririi faraonului.  Tot de la el s-a adăugat la numele faraonului și un alt titlu : nswt bit "cel al trestiei și al albinei" planta simbolizând Egiptul de Sus, iar albina Egiptul de Jos.După Den a domnit fiul său Adjib (numit în listele lui Maneton, Miebis) care pentru prima datǎ în istoria Egiptului, numele de domnie al acestuia a fost asociat cu apelativul "cei doi zei" (Horus-Egiptul de Jos, Seth-Egiptul de Sus). 

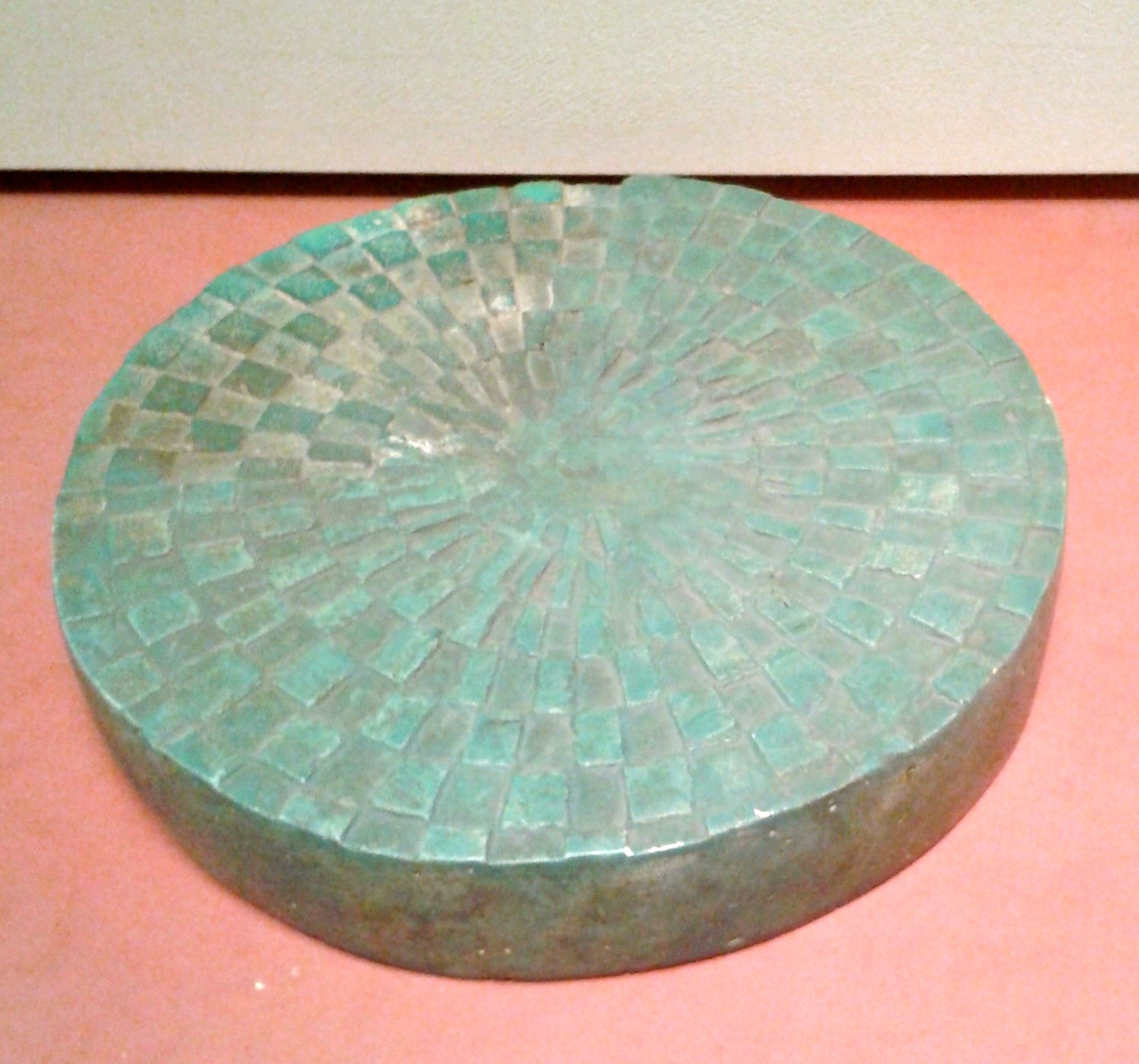
Tabla de joc din timpul lui Peribsen

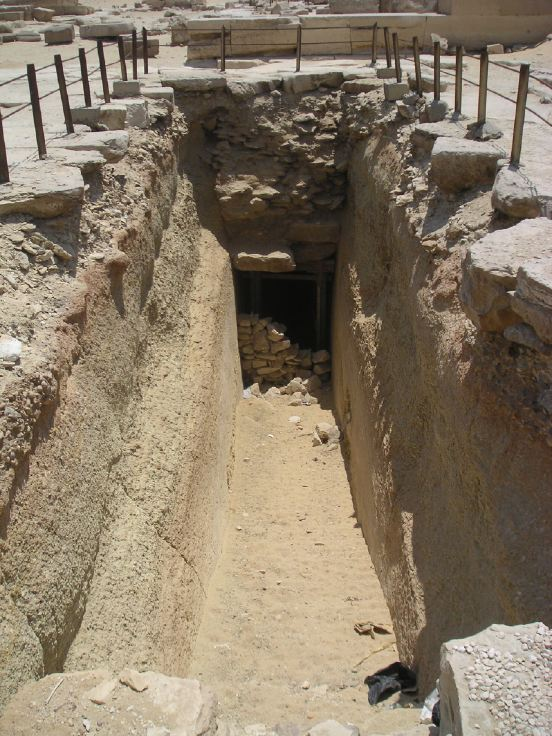
Mormantul lui Hotepsekhemoui de la Saqqara

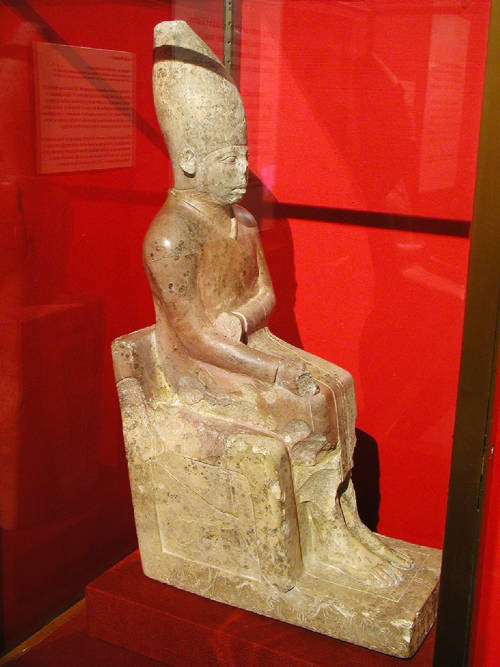
Statuia lui Khasekhemwy

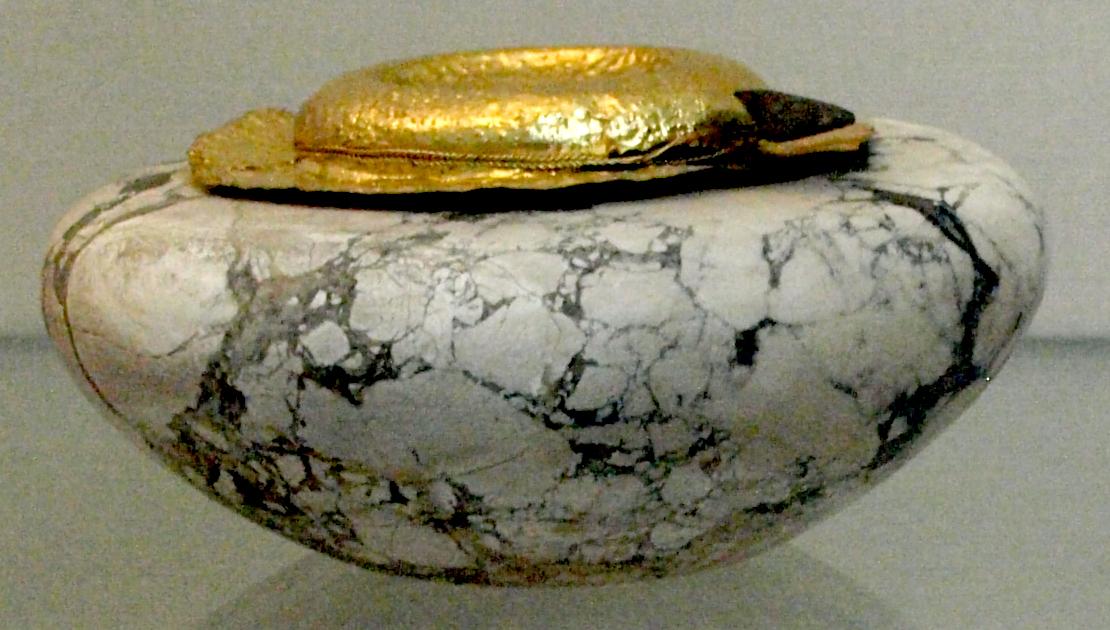
Vas din calcar cu capac de aur din mormântul lui Khasekhemwy

Succesorul său, faraonul Semerkhet (numit Semempres de Maneton), care a avut cea mai scurtǎ domnie,  a pus să se șteargă numele lui Adjib și al reginei Merneith (mama sa), pretutindeni acolo unde le-a putut găsi.  Succesorul faraonului Semerkhet, faraonul Qa'a , a pus să se șteargă și numele acestuia, astfel că suntem înclinați să credem că el a fost un uzurpator al cărui nume a fost șters din cauza credinței că numele este legat de persoana care îl poartă într-un chip magic, și distrugerea numelui este distrugerea însăși a persoanei vii, dacă trăiește pe lumea aceasta, a răposatului în lumea lui Osiris, dacă a murit.  
Din timpul domniei lui Qa'a dispunem de mai multe date privind administrația centralǎ: trezoreria "Casa cea Roșie"(per-deser). „"Casa faraonului"” (per-nesut)-un departament ce se afla sub controlul direct al faraonului   avea menirea de a administra proprietǎțile personale ale faraonului, având funcționari proprii ca "însoțitorul" (înalt demnitar), "controlul" sau "servitorul".

### Dinastia a II-a(2890 — 2686 î.en.)
Începe dinastia a II-a când  Hotepsekhemwy ar fi câștigat scaunul de domnie, după o perioadă de conflicte politice cu conducători efemeri.El a construit  un templu în apropiere Buto pentru zeul Horus  și a fondat "Capela Coroanei Albe". 
Domniei lui Raneb sau Nebra i se atribuie debutul cultului zeiței Bastet și a lui Ra. În timpul faraonului Nynetjer este impusǎ taxa colectivǎ pe numǎrul de vite.   
Faraonul Peribsen a purtat inițial numele de Horus-Sekhemib-perenmat pe care ulterior l-a schimbat cu Seth-Peribsen, înlocuind șoimul Horus de pe serekh cu animalul zeului Seth, fiind un "reformator" al religiei faraonice timpurii prin înlocuirea zeului Horus în ideologia regalǎ cu cel al lui Seth (zeu venerat mai ales în sud) . 
Sekhemib-Perenmaat și-a extind domeniul  la  Elephantine ,  unde un nou centru administrativ  a fost numit "Casa Albă a trezoreriei " fondată de Peribsen.
Khasekhemui, inițial Khasekhem, care a condus Egiptul de Sus,  a purtat lupte împotriva rebelilor din Egiptul de Jos și împotriva Nubiei.A purtat ambele simboluri ale Horus și Set de pe a lui serekh . Unii egiptologi cred că acesta a  fǎcut o  încercare de a unifica cele două facțiuni.

## Imperiul Vechi
Unirea celor două regate egiptene a dat putință faraonilor să desăvârșească și să lărgească sistemul de irigație al întregii Văi a Nilului, ceea ce a dus la o sporire însemnată a producției agricole și la înmulțirea populației Egiptului. 
Comerțul se făcea în acea vreme prin troc apoi au urmat mari expediții comerciale cu produsele de care Egiptul dispunea în exces, expediții făcute pe corăbii care mergeau în orașele feniciene unde duceau produse agricole și se întorceau cu lemn de care Egiptul atunci, ca și acum, era destul de lipsit.
Pentru a întări frontierele Egiptului faraonul Snefru pune să se clădească un zid mare la sud și la nord. Dar faraonii dinastiilor a III-a și a IV-a au fost aceia care au început construirea de piramide imense, mausolee regale, zidite din blocuri mari de piatră, la care au trudit, muncind pe o arșiță necruțătoare, la tăierea pietrei, la șlefuirea acesteia, apoi la transporturi și la construcția acestor edificii, sute de mii de oameni.
Prima piramidă este aceea a regelui Djoser de la Saqqara ; piramidă în trepte care are 60 metri înălțime. Cea mai mare dintre piramide este piramida regelui Kheops (în egipteană Hufu), care constituie unul din punctele de atracție cele mai căutate de turiștii din lumea întreagă, la Giza, lângă Cairo.

### Vechiul Regat
Egiptologii consideră Vechiul Regat ca începând cu a III-a dinastie, și în jurul perioadei celei de a IV a dinastii, a început arta îmbălsămării.

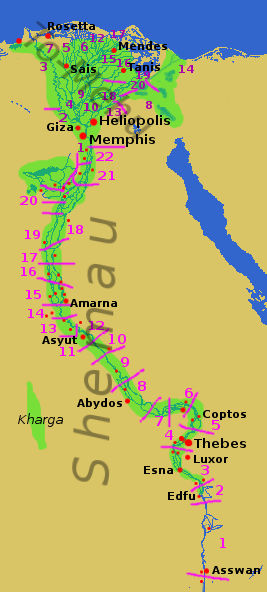
Harta Egiptului de Sus și a Egiptului de Jos

In Egipt au domnit 7 faraoni: Chephren a domnit intre anii: 2558-2532i.H.r.,Amenhotep |-lea a domnit intre ani: 1525-1504 i.H.r.,Hatshepsut a domnit intre anii: 1498-1483i.H.r.,Tothmosis al |||-lea a domnit intre anii: 1479-1425i.H.r.,Akhenaton a domnit intre anii : 1379-1334iH.r.,Ramses al ||-lea a domnit intre anii: 1279-1212iH.r.,Tutankhamon a domnit intre anii: 1334-1325i.H.r.
Cel mai vestit dintre ei,adică Tutankhamon,a fost descoperit in anul 1922 de arheologul englez Howard Carter.Nici o alta descoperire din Egipt nu a oferit atât de multe informații ca acest mormânt foarte bine păstrat.
Metodele de îmbălsămare erau diferite.Creierul era scos prin nas,iar celelalte organe erau scoase și păstrate in vase speciale.Doar inima era lăsată la locul ei,ca sa poată fi folosita in cealaltă viata a faraonului.Corpul era îmbălsămat prin uscare cu carbonat de sodiu cristalizat.După aceea era umplut,acoperit cu ulei și alifii și învelit in bandaje.Mumia era pusa in sarcofage (sicrie)care aveau forma corpului.Vasele în care erau puse celelalte organe (înafara de inima) se numesc Vase Canopice:un fel de sarcofag dar mai mic.
Observație: a îmbălsăma și a mumifica au în esență același înțeles. A îmbălsăma (din latinescul in balsamum, însemnând a "pune în balsam," o mixtură de rășini aromatice) și procesul de mumificare sunt foarte similare prin aceea că în ambele cazuri corpul era uns cu alifii, uleiuri, și rășini.  Cuvântul mumie provine dintr-o interpretare greșită a procesului.  Corpurile a căror îmbălsămare este de o calitate slabă (în special cele din Perioada Târzie) sunt de multe ori negre și foarte strălucitoare și de aici s-a ajuns la părerea că acestea erau prezervate prin scufundarea lor în bitum, în Arabică bitum spunându-se mumiya.
Există multe metode moderne de păstrare a corpurilor(ex. crionică), însă acestea nu erau la îndemâna egiptenilor în antichitate. Singura metodă cunoscută acestora era uscarea în nisip încins, însă această metodă lăsa corpul nu tocmai cu aparența dorită și destul de nepotrivit pentru scopul de a păstra sufletul Ka, dealtfel nefiind potrivit unui faraon. Nilul a oferit însă soluția.
Nilul se revarsă anual, în lipsa acestui fenomen, Egiptul nu ar fi decât un deșert străbătut de un râu. Revărsările aduc cu ele aluviuni care  fac terenul fertil. În urma retragerii apelor rămân bălți care în timp se evaporă lăsând în urma lor o substanță cristalină numită natron (carbonat de sodiu cristalizat) care trage și absoarbe umezeala. În timpul Vechiului Regat, organele interne ale reginei Hetepheres au fost extrase și depuse într-o soluție de natron(cca 3%).
Odată cutia deschisă tot ceea ce rămăsese din corpul reginei nu era decât un fel de noroi. Primele încercări de mumificare au fost eșecuri totale ceea ce i-a determinat pe cei ce se ocupau de îmbălsămare să încerce în schimb păstrarea formei corpului.  Ei au făcut acest lucru prin înfășurarea corpului în bandaje îmbibate cu rășină.  Dovadă a nivelului înalt la care aceștia ajunseseră stă mumia unui muzicant al curții (Waty) din timpul celei de a V a dinastii care păstrează încă detalii extraordinare ale  feței (riduri), bătături și alte elemente.
Procesul de îmbălsămare dura 70 zile.
Câteva secole mai târziu a apărut o nouă tehnică de mumificare. Mai întâi îmbălsămătorii spălau interiorul și exteriorul corpului și îl umpleau cu un tip special de vin și cu mirodenii. Apoi scoteau toate organele interne extrăgând creierul, cu un cârlig, prin nas și umpleau corpul cu o soluție de sare de natron. Inima era lăsată in corp deoarece egiptenii credeau că aceasta este cea care păstra sufletul (Ka).După toate acestea toate organele interne erau puse în vase acoperite ce urmau a fi ingropate împreună cu corpul.
Corpul era apoi lăsat la uscat 40 zile apoi era din nou spălat cu vin și amestecuri de mirodenii, după care se înfășura în bandaje umede și uscat, acest proces asigurând că corpul își va păstra forma și mărimea normală. Îmbălsămătorii adăugau apoi uleiuri aromate, parfumuri și bijuterii pe corp, după care acesta era pus in coșciug și îngropat.

### Egiptul de Sus și Egiptul de Jos
Egiptul de Jos este la nord adică acea parte unde Delta Nilului se varsă în Marea Mediterană, iar Egiptul de Sus este la sud de la  Deșertul Libian până după Abu Simbel.  Motivul acestei aparente inversări este acela că Egiptul era considerat un dar al Nilului, și deci așa se explică și raportarea tuturor măsurătorilor la acesta.
Egiptul de Sus era cunoscut ca Ta Shemau și era împărțit în 22 de provincii numite nome, primul dintre acestea fiind în zona actualului Aswan, iar cel de al 22-lea era plasat in zona Atfih, în vecinătatea sudică a capitalei Egiptului modern - Cairo.
Egiptul de Jos era cunoscut faraonilor sub numele de Ta-Mehu. Și această parte a țării era împărțită în nome, însă regiunea fiind mai puțin dezvoltată organizarea acestora a trecut prin mai multe schimbări. În cele din urmă au rămas 20, primul fiind  Memphis.
În această perioadă fostele state independente egiptene au devenit cunoscute ca Egipt, sub conducerea unică a faraonului. În consecință foștii conducători au fost forțați să-și asume rolurile de guvernatori sau altfel să lucreze in colectarea taxelor. În această perioadă egiptenii credeau cu convingere că faraonul asigura revărsarea anuala a Nilului. Dealtfel se considerau ei înșiși ca o nație aleasă, "singurele adevarate ființe umane" ( Arhivat în 23 august 2003, la Wayback Machine.). Există dovezi cum că in jurul anului 2675 î.Hr., Egiptul a început să importe lemn din  Liban.

### Piramidele

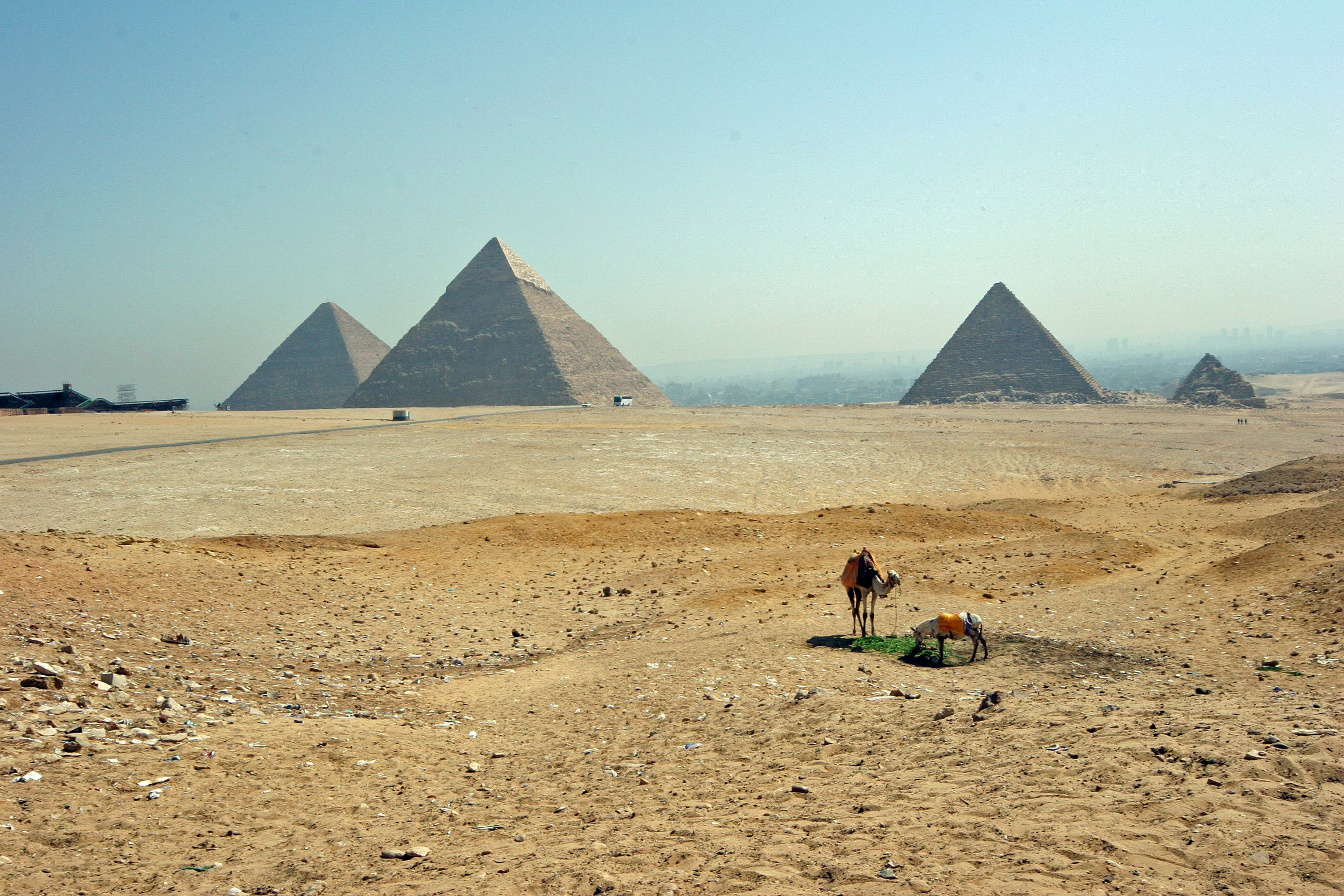
Platoul Giza

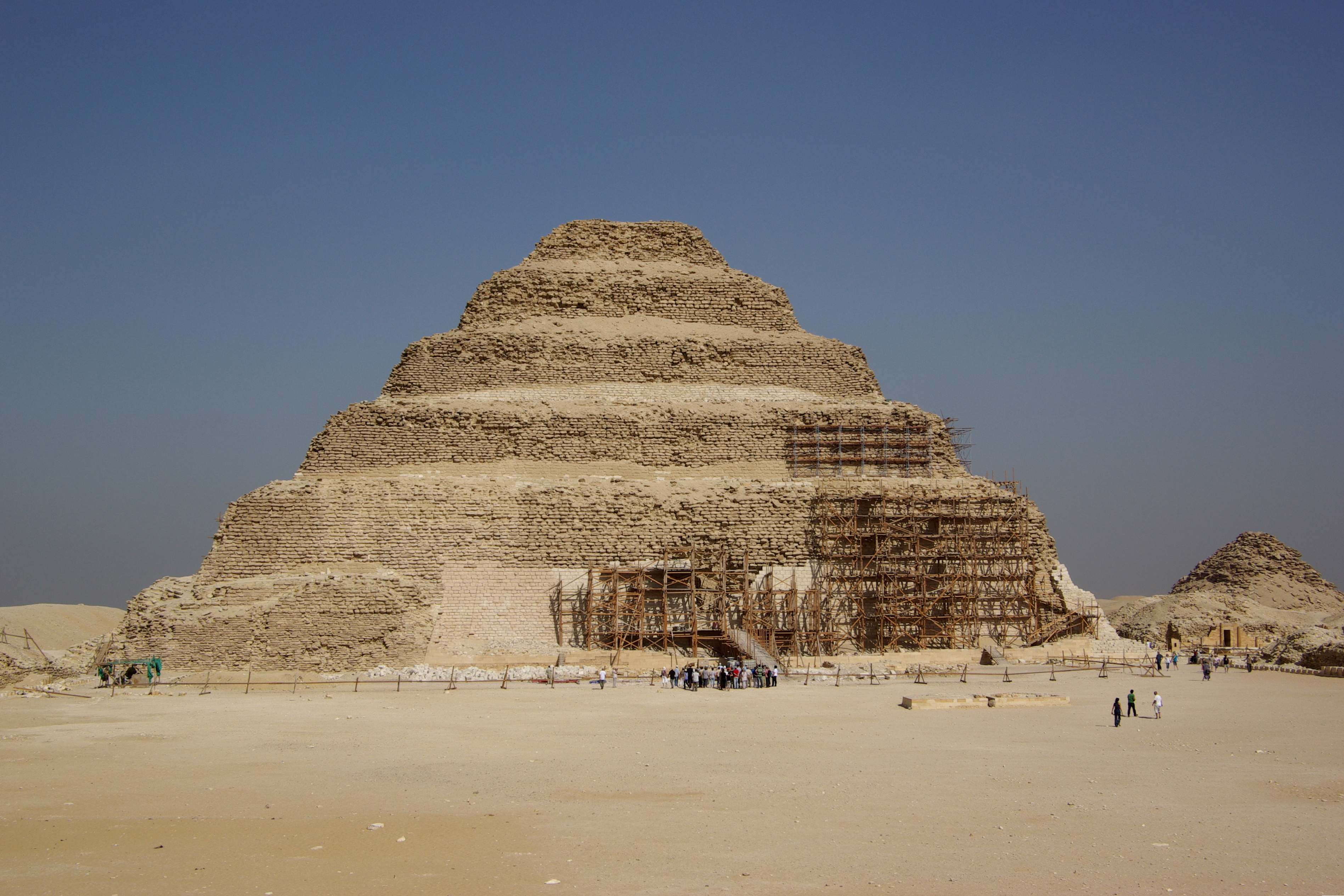
Piramida în trepte de la Saqqara

O serie de Piramide Egiptene au fost construite și unele abandonate înainte de a fi terminate. În jurul anului  2575 î.Hr., faraonul Khufu (alias. Cheops) și-a pus amprenta asupra peisajului.  Pentru el a fost construită cea mai mare și mai faimoasă piramidă Marea Piramidă. Privind grupul de piramide din Giza nu pare a fi cea mai mare, aceasta deoarece cea care pare mai înalta a fost de fapt construită pe un teren mai înalt dar este cu 10 metri mai scundă.
Un exemplu notabil este piramida turtită— de la aproximativ jumătate (ca  înălțime) piramida are un unghi de înclinare mai mare (54 de grade față de 43 la bază) aceasta datorându-se faptului că baza piramidei implicit tavanul camerei mortuare nu puteau suporta greutatea. I s-a modificat înclinarea, scăzând astfel și greutatea, însă și așa a fost considerată prea nesigură pentru a găzdui corpul faraonului. Lui  Khufu i se atribuie trimiterea de expediții în Nubia pentru sclavi și alte lucruri de valoare. Este improbabil ca sclavii să fi fost folosiți la construcția piramidelor, numărul lor fiind mult prea mic; cea mai plauzibilă variantă fiind folosirea țăranilor egipteni in perioadele revărsărilor Nilului.
În timpul inundațiilor Nilul creștea până la nivelul deșertului, acoperind în totalitate terenurile cultivabile. Astfel, dacă aveau de lucru la construcția piramidelor sau altor clădiri, țăranii iși puteau hrăni familiile. Acest lucru ar explica și obținerea și păstrarea stabilității țării pentru sute de ani. Construirea de piramide a continuat pentru o perioada îndelungată, cunoscându-se 80 de piramide, nu toate însă păstrându-se până în prezent.
Vechiul Regat a continuat cu dinastiile a V-a și a VI-a, ultimul faraon al celei din urmă fiind Pepi II care se pare că a condus timp de 94 ani, mai mult decât oricare alt monarh din istorie. Acesta avea 6 ani când a acces la tron și 100 de ani când a murit. Ultimii ani din domnia lui Pepi II au fost marcați de ineficiență din cauza vârstei avansate a acestuia. Vechiul Regat se încheie odată cu moartea acestuia.

## Prima perioadă intermediară
O perioadă întunecată marcată de tulburări a urmat sfârșitului celei de a șasea dinastii. Uniunea celor două regate s-a destrămat, iar conducătorii regionali au avut de înfruntat perioade de foamete. Una din teorii susține că o scădere bruscă și catastrofică a revărsărilor  Nilului întinsă pe două-trei decenii, cauzată de o răcire climatică globală ce a redus cantitatea de precipitații in Egipt, Etiopia și Africa de Est, a contribuit la marea foamete și implicit la căderea Vechiului Regat.
Singura persoană din acea eră care a lăsat o impresie asupra posterității este regina Nitokris care a domnit sub postura de rege. Pentru un timp țara a fost condusă de către războinici.
În jurul anului 2160 î.Hr., o nouă linie de descendenți ai faraonilor a încercat să reunească Egiptul de Jos din capitala lor în Herakleopolis Magna. În același timp o altă ramură a descendenților faraonilor reunea Egiptul de Sus, iar confruntarea celor doua era inevitabilă.
Faraonii din Herakleopolis descendenți ai faraonului Akhtoy precum și primii patru faraoni din Theba au purtat numele de Inyotef sau Antef.

## Regatul mijlociu
În jurul anului 2055 î.Hr., Mentuhotep II, din Theba a încheiat această perioadă de tulburări și a unit din nou țara. A instalat o nouă administrație și a început un program de construcții, există și dovezi ale unor expediții militare împotriva altor țări.
Amenemhat I a mutat capitala în nordul Egiptului (Egiptul de Jos). Fiul său, Senusret I, a fost co-regent cu acesta și au domnit împreună până la asasinarea lui  Amenemhat. Senusret I a fost capabil să preia imediat controlul fără ca țara să decadă din nou. Senusret I a continuat să poarte războiul cu Nubia.
În 1878 î.Hr., faraonul Senusret III a devenit rege. El a continuat campaniile militare in Nubia  și a fost primul care a încercat să extindă dominația Egiptului în Siria. Mai târziu , Amenemhat III a venit la putere, el fiind considerat cel mai mare monarh al Regatului Mijociu având contribuții însemnate la dezvoltarea Egiptului, domnia lui a durat 45 ani. În perioada Regatului Mijlociu următoarea fază în evoluția mormintelor a fost apariția mornintelor excavate în piatră. Cele mai bune exemple pot fi văzute in Valea Regilor.
O mare parte din activitățile regilor au avut loc în afara Văii Nilului. Campaniile militare au continuat în Nubia, Siria și Deșertul Estic, în căutare de minerale și lemn; au fost stabilite relații comerciale cu civilizația Minoică –Creta

## A doua perioadă intermediară
Popoarele Semitice cunoscute egiptenilor ca  Hyksos, au folosit instabilitatea politică din Delta Nilului preluând controlul asupra acesteia și mai târziu extinzându-și dominația și in sud. Se pare că aceștia au adus în Egipt carele de luptă. Această cădere a puterii centrale marchează începutul celei de a doua perioade intermediare. Nu a durat mult ca egiptenii să realizeze importanța carelor de luptă ajungând să le folosească și ei. Cea de a XVII-a dinastie din Theba a reușit în cele din urmă să îi învingă pe Hyksos și a reunit Egiptul.

## Regatul Nou
Regatul Nou (1550-1070 î.Hr.) sau Imperiul este cea mai înfloritoare epocă din istoria Egiptului, cu cei mai faimoși conducători. Arta și spiritualitatea atinge apogeul, iar țara dobândește cea mai mare întindere, prin cuceriri. Locul complexelor funerare regale este mutat în sud, pe partea opusa Thebei, într-o zonă de dealuri stâncoase, pe malul vestic al Nilului, în Valea Regilor.
Printre cei mai reprezentativi faraoni ai acestor timpuri sunt celebra femeie-faraon Hatchepsut, Amenhotep III, cel care a înălțat nenumarate temple și palate, Akhenaton, faraonul reformator și dinastia ramesizilor, cu Ramses II, cel care a extins cel mai mult printr-o politică militara activă frontierele statului și a rămas celebru pentru bătălia de la Kadesh cu hitiții pentru controlarea Siriei.
Ramses II a construit monumente mărețe precum Marele Coridor din templul lui Amon de la Karnak și multe dintre templele de la Abu Simbel, statuile de aici ale faraonului având dimensiuni uriașe.
Unul dintre cei mai renumiți faraoni ai Regatului Nou este Tutankhamon, pe plan istoric un faraon lipsit de importanță, dar care, datorită descoperirii în 1922 a mormântului său din Valea Regilor aproape intact, a rămas faimos pentru tezaurul funerar inestimabil.

### Dinastia a XVIII-a

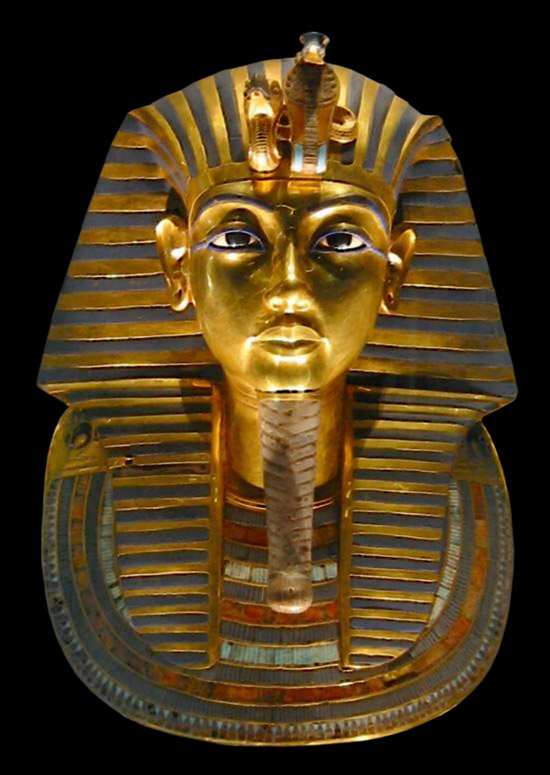
Masca de aur a mumiei lui Tutankhamon

Noul Regat

Aceasta a fost o epocă de bogăție și putere pentru Egipt. Hatshepsut a fost o femeie faraon lucru rar întâlnit în istoria Egiptului antic. Ea a fost un conducător competent și curajos extinzând comerțul egiptean spre sud, teritoriul ocupat în prezent de Somalia și spre nord în bazinul mediteranean. Hatshepsut a condus timp de douăzeci de ani dovedind o deosebită dexteritate politică. În perioada domniei faraonului Amenophis III (1417 î.Hr.–1379 î.Hr.), Egiptul devenise atât de bogat încât nici nu se mai încerca extinderea influenței sale. Acesta a fost urmat de Amenophis IV, care și-a schimbat numele în Akhenaten; el a mutat capitala într-un nou oraș pe care l-a denumit Akhetaten. Aici împreună cu soția lui Nefertiti s-a concentrat pe construcția noii sale religii ignorând  lumea din afara Egiptului. O nouă religie era ceva fără precedent (noi zei mai fuseseră introduși și acceptați dar nici unuia nu i se acceptase excluderea altora) și bineînțeles că au apărut (pe fondul indiferenței faraonului având chiar un teren propice) facțiuni subterane ce erau nemulțumite de noua ordine.  Akhenaten a creat și impus o religie monoteistă axată pe Aten, interzicând venerarea celorlalți zei. Relația dintre introducerea monoteismului de către Akhenaten și personajul biblic Moise, care este localizat în Egipt într-o perioadă similară (deși nu neapărat identică) este neclară și controversată.
Un nou curent a pătruns în arta vremii, mai natural, o întorsătură drastică de la stilul ce domina arta egipteană de mai bine de 1700 de ani. O arie de interes pentru mulți egiptologi este particularitatea aspectului fizic al lui Akhenaten. Mulți faraoni sunt portretizați într-o manieră stilizată, însă Akhenaten este înfățișat în picturi și gravuri cu trăsături deosebit de feminine, șolduri largi și trăsături faciale delicate. Unele teorii presupun că acestea s-ar datora de fapt malformațiilor de care suferea faraonul (destul de des întâlnite în familiile dinastice) deci nu ar fi vorba de reprezentări stilizate.
Spre sfârșitul celui de al șaptesprezecelea an al domniei, Akhenaten și-a luat un co-regent, Smenkhkare (considerat de unii fratele său). Doi ani mai târziu, odată cu moartea lui Akhenaten se revine la venerarea vechilor zei (de fapt venerarea acestora nu încetase decât oficial). Smenkhkare a murit după doar câteva luni în urma lui fiind încoronat un băiat. Acesta nu era pregătit pentru presiunea conducerii, sfătuitorii lui luând toate deciziile. Numele său era Tutankhaton, dar odată cu revenirea cultului zeului Amun, numele lui a fost schimbat în Tutankhamon. unul din cei mai importanți sfătuitori ai lui era generalul Horemheb. Tutankhamon a murit în adolescență și a fost urmat la tron de Ay, care probabil se căsătorise cu văduva lui Tutankhamon pentru a-și întării justificarea pretenției la tron. Când  Ay a murit conducerea a fost preluată de Horemheb și a urmat o nouă perioadă de creștere, stabilirea securității interne și a prestigiului extern pe care Egiptul le avusese înainte de domnia lui  Akhenaten.

### Dinastia a XIX-a
A XIX-a Dinastie Egipteană a fost fondată de Ramesses I.  El a domnit doar pentru o scurtă perioadă și a fost urmat de Seti I (sau Sethos I).  Sethos I a continuat ceea ce însepuse Horemheb redându-i Egiptului gloria de odinioară.  Lui i se datorează și construcția superbului templu din Abydos.  Seti I și fiul său Ramesses II sunt singurii faraoni ce au fost circumscriși motivul exact nefiind cunoscut. Ramesses II a continuat munca tatălui său și a construit o serie de noi temple.
Perioada domniei lui Ramesses II este adesea considerată a coincide cu Exodul israeliților din Egipt. Nu există însă nici o menționare a evenimentelor descrise în Biblie, în istoria Egiptului și nici vreo dovadă arheologică. Cu toate că s-au ținut și păstrat descrieri amănunțite a tuturor evenimentelor (chiar și descrierea fugii din Egipt a doi condamnați neînsemnați), nu există nici o mențiune despre sute de mii de sclavi.
Ramesses II a fost urmat de fiul său Merneptah și apoi Seti II.  Ramesses III a fost faraon al celei de a XXa dinastii, fiind urmat de o serie de faraoni cu domnii scurte, toți numiți Ramesses.

## A Treia Perioadă Intermediară
După această perioadă de apogeu, din cauza luptelor dintre faraoni și cler, ajuns din ce în ce mai puternic, la începutul Dinastiei XXI (1070 î.Hr.) Egiptul intră într-o nouă perioadă de tranziție, A Treia Perioada Intermediara, care durează până în 712 î.Hr.. Această perioadă este marcată de rivalități interne și de prezența libiană în Egipt. Ea se continuă cu Dinastia XXV kushită (nubiană) și prezența străina în Egipt se accentuează.

## Perioada târzie

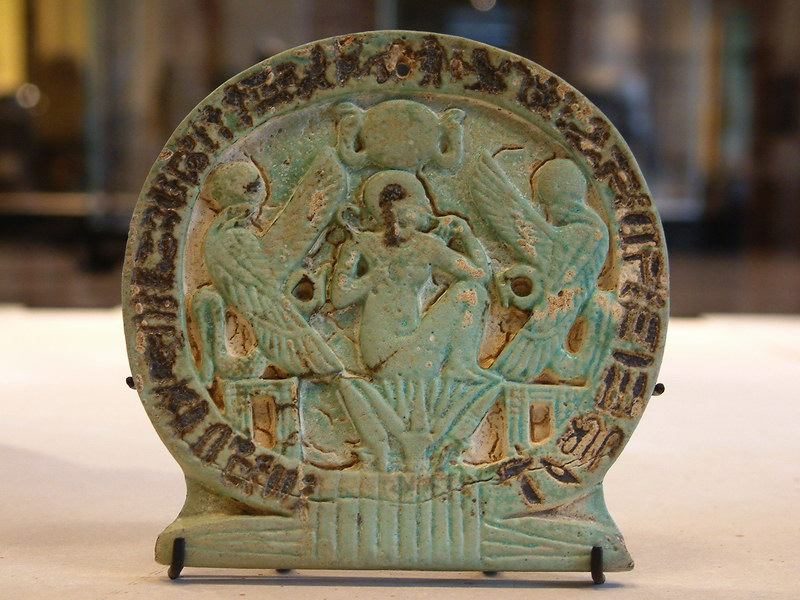
Psammetichus

După dominația assiriană, urmează ocupația persană (525 î.Hr.), iar în 332 î.Hr. Egiptul este ocupat de macedoneni, care în 305 î.Hr. instaurează Dinastia Ptolemeilor. Cleopatra VII (ultimul faraon) se sinucide după înfrângerea trupelor sale de către romani, la Actium în 31 î.Hr.. Anul următor Egiptul devine parte a Imperiului Roman.
Întrebarea despre cum s-a stins civilizația Egiptului Antic este una pe cât de comună pe atât de greu de răspuns, ținând cont că este departe de a fi un consens în ceea ce însemnă sfârșitul Egiptului ca civilizație antică.
Astfel dacă considerăm sfârșitul ca fiind odată cu al ultimului conducător egiptean nativ atunci răspunsul ar fi 432 î.Hr. (Nectanebo II); absorbția Egiptului în Imperiul Roman în 30 î.Hr. poate fi considerat un alt răspuns, la fel ca și ultima folosire a scrisului în hieroglife (400 d.Hr.) sau închiderea ultimului templu în secolul al VI-lea - aceste din urmă fiind probabil răspunsul cel mai apropiat de adevăr, baza civilizației (religia, cultura) supraviețuind celorlalte lovituri.
Deși reflectă o civilizație de mult moartă, imaginea Egiptului Antic a supraviețuit prin Biblie, lucrările călătorilor antici și medievali, pentru a fi revitalizată în anii ce au urmat invaziei Egiptului de către Napoleon Bonaparte în 1798 și descifrarea hieroglifelor în deceniul trei al secolului XIX.